# Postolivka, Volociîsk
Postolivka (în ucraineană Постолівка) este un sat în comuna Zaiciîkî din raionul Volociîsk, regiunea Hmelnîțkîi, Ucraina.

## Demografie
Componența lingvistică a localității Postolivka
     Ucraineană (100%)
Conform recensământului din 2001, toată populația localității Postolivka era vorbitoare de ucraineană (100%).